# Ver Sacrum

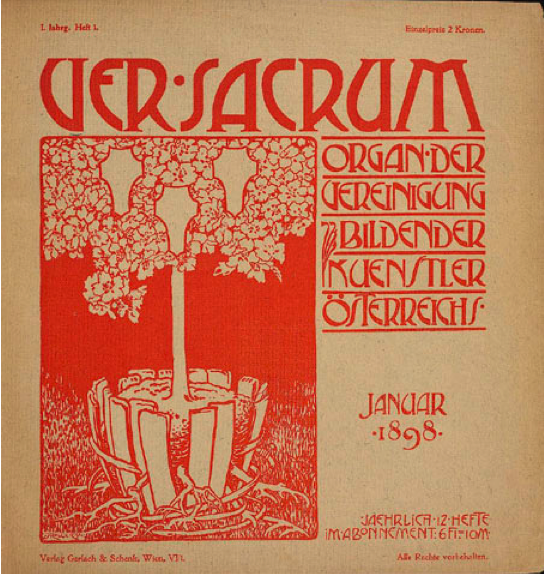
Capa de Ver Sacrum (1 de Janeiro de 1898), feito por Alfred Roller.

A revista Ver Sacrum  (Primavera sagrada em latim, através de um poema de Ludwig Uhland), editada durante 1898-1903, foi o órgão oficial da Vereinigung Bildender Künstler Österreichs (associação de artistas visuais austríacos) que agrupou os membros da Secessão vienense. Estava destinada a circular apenas entre os membros da associação, pelo que atualmente é difícil de encontrar.
A revista declinou após a marcha os seus fundadores: Gustav Klimt, Koloman Moser e Josef Hoffmann.
As palavras Ver Sacrum também aparecem inscritas no lado esquerdo do Pavilhão da Secessão de Viena como homenagem à Antiguidade: fazem referência a um rito pelo qual cada certo número de anos, pro Primavera, os jovens da cidade ou tribo eram expulsos de modo a que fundassem uma nova. Este rito tinha caráter marcial, pois a criação de uma nova pátria implicava sempre algumas batalhas.

## História
Como muitas outras revistas de princípios do século XX, Ver Sacrum visava fazer a conhecer novos estilos artísticos, usando para isso abundantes ilustrações; em concreto caracterizava-se pelo seu estilo angular e pelo constante trasfego de colaboradores.
O primeiro número, publicado em janeiro de 1898, continha textos de Hermann Bahr, Alfred Roller e Max Burckhard. Outros colaboradores seriam Rilke, Maeterlinck e Verhaeren.
O simbolismo da capa da revista foi ideia do redator chefe Alfred Roller: as raízes de uma árvore em flor, que porta nos seus ramos os escudos de armas da arquitetura, a pintura e a escultura.
Na primeira página, a silhueta de uma adolescente (obra de Josef Engelhart) personifica a Primavera sagrada. Outros motivos primaverais são as figuras femininas dançantes ou sonhadoras, os ramos em flor e os ornamentos florais de Koloman Moser, Josef Hoffmann, Joseph Maria Olbrich, Maximilian Lenz e outros. Também Gustav Klimt deve ser incluído, ilustrador da revista por um curto período de tempo.
Cumprida a sua missão inovadora, a partir de 1900 a publicação foi passando a um segundo plano. A partir do terceiro ano, foi publicada semestralmente em lugar de mensual, e com uma menor tirada.